# Podosiny (Radkowice)
Podosiny – część wsi Radkowice w Polsce, położona w województwie świętokrzyskim, w powiecie starachowickim, w gminie Pawłów.
W latach 1975–1998 Podosiny administracyjnie należały do województwa kieleckiego.